# گویش سنقری
گویش سنقری (Sonqori dialect) گویشی از زبان ترکی آذربایجانی است و گویش وران آن در شهرستان سنقر در شمال شرقی استان کرمانشاه هستند و دانشنامه ایرانیکا جمعیت آنان  را ۳۵۰۰۰ نفر در سال ۱۹۷۷ میلادی برآورد کرده‌ است.گویش ترکی سنقری اختلاط زیادی با کردی و فارسی پیدا کرده است و برخی از کلمات ترکی سنقری از کردی و فارسی گرفته شده است 

## واژگان
| ترکی سنقری    | فارسی      |
| ------------- | ---------- |
| آت            | اسب        |
| آچئلن         | آینده      |
| اولئرماغ      | کُشتن       |
| آخر چور       | ته تغاری   |
| آرو           | زنبور      |
| آغئر          | سنگین      |
| آغوز          | شیر تازه   |
| آیرئن         | مهتابی     |
| سارو          | زرد        |
| آبا آنا ننه   | مادر       |
| قارئنجاغه     | مورچه      |
| قلن قولوغ     | تاریک      |
| تاری بیل باغی | رنگین کمان |
| یوللوز        | ستاره      |
| ارخه لوغ      | پوشیدنی    |
| ائششئغ لوغ    | روشنایی    |